# 奥托·拉施
奥托·拉施（德语：Otto Lasch，1893年6月25日—1971年4月29日），是二戰期間德國國防軍的一名將軍，曾指揮第64軍。他還獲得了橡葉騎士十字勳章。
拉施生于普鲁士王国西里西亚省普勒斯（今波兰普什奇納）。第一次世界大戰後，拉施在東普魯士城市吕克的自由軍團服役。他於1935年加入國防軍，後來參加了巴巴羅薩行動，在1941年6月占領里加的過程中發揮了關鍵作用。他晉升為步兵上将，並從1944年11月起擔任東普魯士大区柯尼斯堡的城防司令。身為柯尼斯堡要塞指揮官，他負責保衛這座城市並維持逃離紅軍前進的難民潮中的秩序。
1945年初，红军兵锋直指东普鲁士。在伊凡·切爾尼亞霍夫斯基領導的白俄羅斯第三方面軍（含36個師）进行了柯尼斯堡戰役。經過激戰和長達三個月的圍攻，拉施違抗了希特勒的命令，於1945年4月9日向红军投降，將柯尼斯堡转交给苏联，柯尼斯堡自1255年由条顿骑士团建立，历经690年的德意志人统治就此告终。
由于他的投降，希特勒判處他絞刑（但是缺席），他的家人當時在丹麥和柏林被捕。拉施被蘇聯俘虜，並在蘇聯被定罪為戰犯，並被判處在勞改營中服刑25年。1955年阿登纳总理访苏后獲釋。1971年，拉施在波昂去世。